# Шенчур
Шенчур (словен. Šenčur) — поселення в общині Шенчур (адміністративний центр), Горенський регіон, Словенія. Висота над рівнем моря: 402,5 м.